# Gare de Grenoble-Olympique
Ne doit pas être confondu avec Gare de Grenoble.
La gare de Grenoble-Olympique est une gare ferroviaire française, fermée, de la ligne de Grenoble à Montmélian. Elle est  située, au sud de l’agglomération sur le territoire de la commune d'Eybens dans le département de l'Isère en région Auvergne-Rhône-Alpes.
Elle est construite et ouverte pour les Jeux olympiques d'hiver de 1968, elle était située à proximité des infrastructures construites pour les épreuves olympiques, notamment le centre de presse du quartier Malherbe, Alpexpo et le Stade olympique de Grenoble ou a eu lieu la cérémonie d'ouverture.

## Histoire

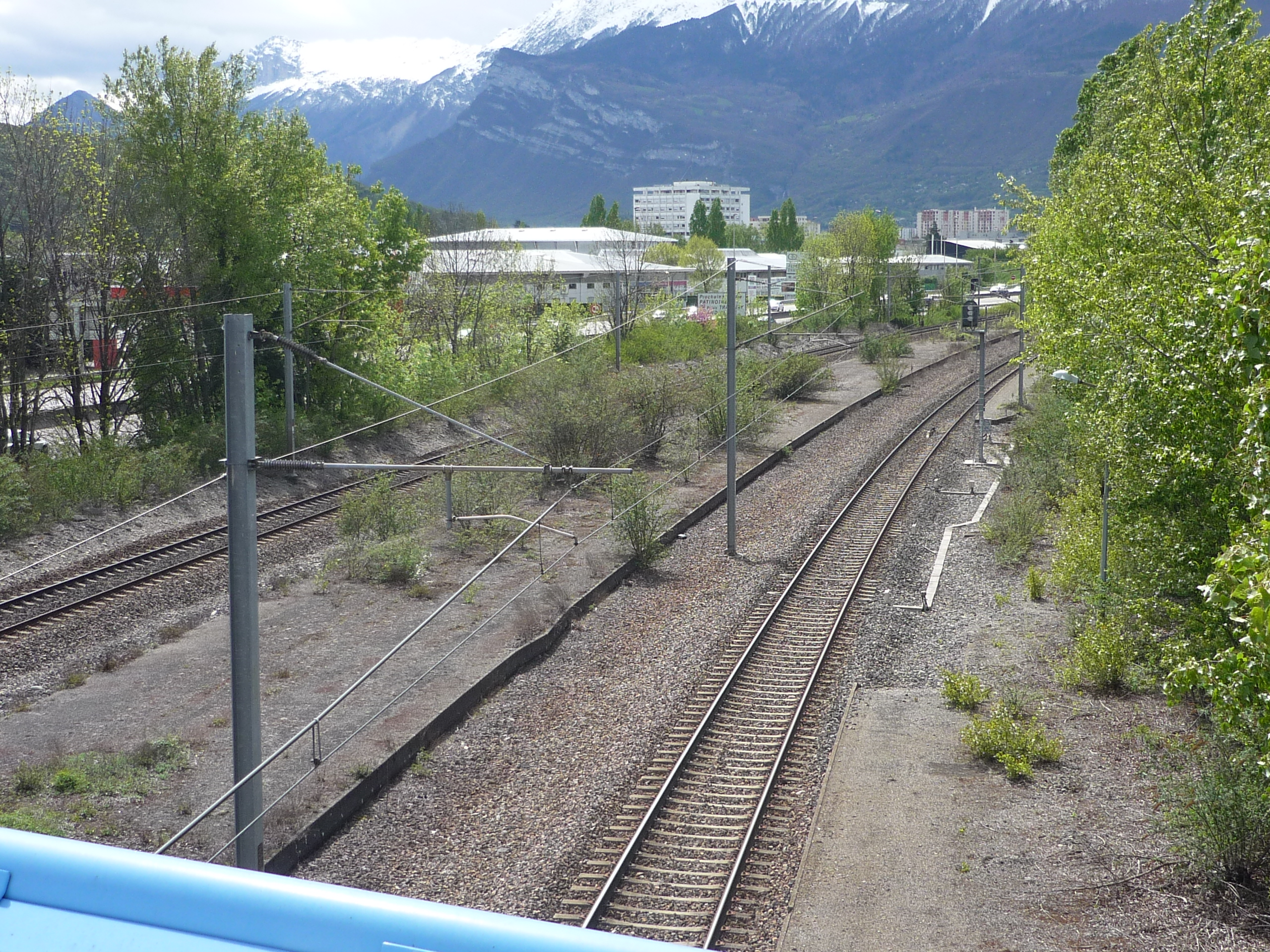
Vestige de la gare de Grenoble-Olympique représenté par le quai central et le quai Nord le long des deux voies de la ligne de Grenoble à Montmélian (vue en direction de l'ouest).

La gare est construite de janvier 1965 à février 1966, les Jeux olympiques commençant le 6 février 1968.
Le 7 janvier 1968, à quelques semaines du début des Jeux olympiques, une tempête s'abat sur la ville et détruit la quasi-totalité de cette gare provisoire en cours de finition. Le gardien du site coincé sous des décombres relativement légers parvient à être secouru par deux témoins du désastre. Arrivés sur les lieux du sinistre peu de temps après les pompiers, le maire Hubert Dubedout et le représentant du préfet décident de reconstruire cette gare. L'édifice est reconstruit en un temps record afin d'accueillir les premiers visiteurs des Jeux en février.
Depuis la désaffectation de la gare, il n'en reste que les deux quais, le nord et le central.